# Ginasservis
Ginasservis é uma comuna francesa na região administrativa da Provença-Alpes-Costa Azul, no departamento de Var. Estende-se por uma área de 37,47 km². Em 2010 a comuna tinha 1 893 habitantes (densidade: 50,5 hab./km²).